# The Killing
The Killing (prt: Roubo no Hipódromo ou Um Roubo no Hipódromo; bra: O Grande Golpe) é um filme estadunidense de 1956, dos gêneros drama, suspense e policial, dirigido por Stanley Kubrick, com roteiro de Jim Thompson e do próprio Kubrick baseado no romance Clean Break, de Lionel White.

## Sinopse
Quando o ex-presidiário Johnny Clay diz que tem um grande plano, todos querem participar. Especialmente quando o plano é roubar 2 milhões de dólares em um esquema "ninguém vai se machucar". Mas, apesar do planejamento cuidadoso, Clay e seus homens se esquecerem de uma coisa: Sherry Peatty, uma garota ambiciosa e traiçoeira que está planejando um grande golpe só seu... mesmo que para isso ela precise acabar com toda a gangue de Clay!

## Elenco
- Sterling Hayden — Johnny Clay
- Coleen Gray — Fay
- Vince Edwards — Val Cannon
- Jay C. Flippen — Marvin Unger
- Elisha Cook Jr. — George Peatty
- Marie Windsor — Sherry Peatty
- Ted de Corsia — policial Randy Kennan
- Joe Sawyer — Mike O'Reilly
- James Edwards — garagista
- Timothy Carey — Nikki Arane
- Joe Turkel — Tiny
- Jay Adler — Leo, o agiota
- Kola Kwariani — Maurice Oboukhoff
- Dorothy Adams — Sra. Ruthie O'Reilly
- Tito Vuolo — Joe Piano